# قانون دریا (فیلم)
قانون دریا (انگلیسی: Law of the Sea) فیلمی در ژانر درام است که در سال ۱۹۳۲ منتشر شد. از بازیگران آن می‌توان به ویلیام فارنوم، پریسیلا دین و رالف اینس اشاره کرد.